# Eifelverein

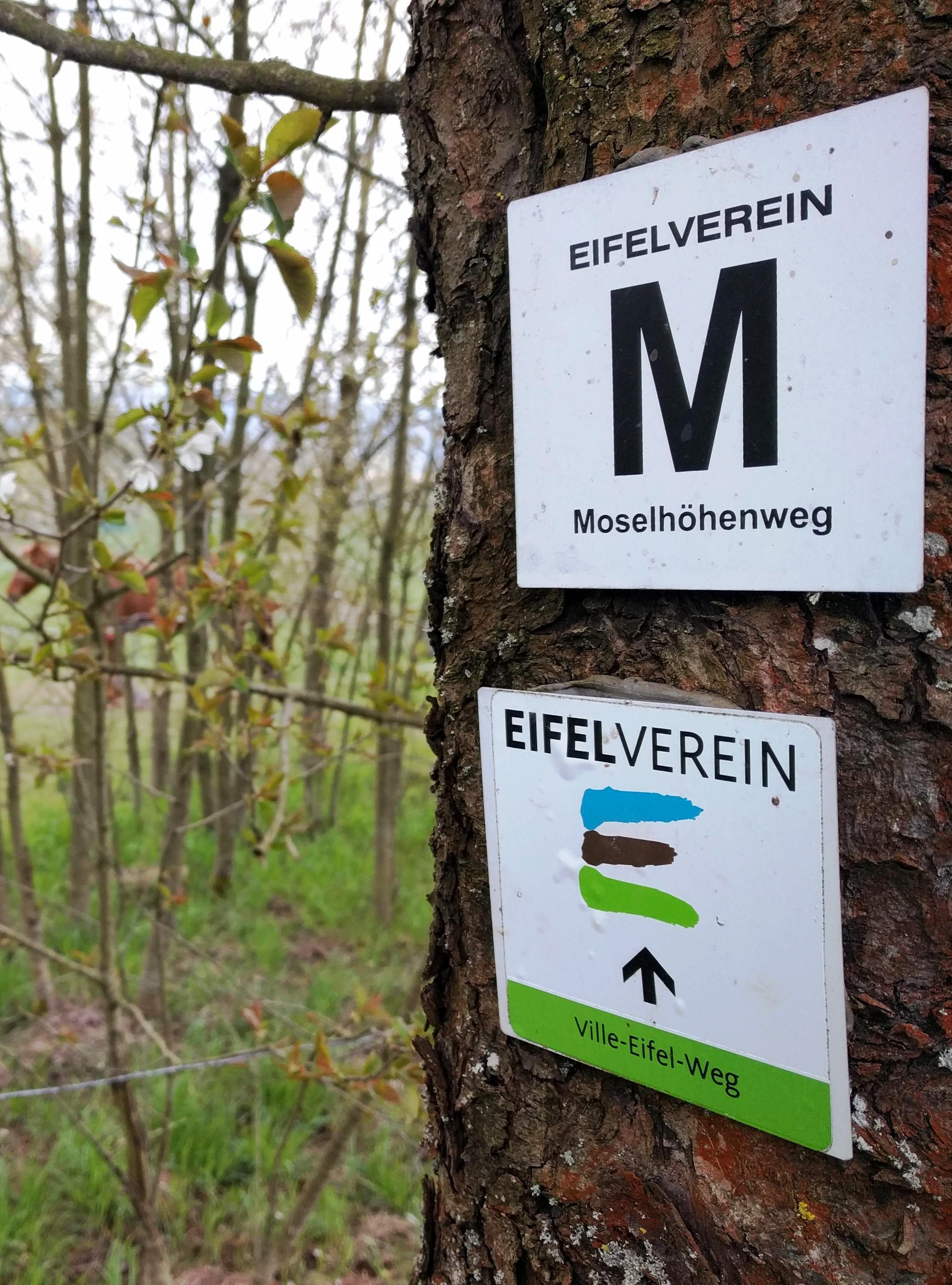
Durch den Eifelverein angebrachte Wegweiser in Schweich

Der Eifelverein e. V. (kurz EV) mit Sitz in Düren ist mit 23.000 Mitgliedern einer der größten Wandervereine in Deutschland, der sich aber auch der „Pflege des heimischen Brauchtums, dem Denkmalschutz und der Denkmalpflege … in besonderer Weise verpflichtet“ fühlt (§ 3, Ziff. 1 der Satzung). Er ist eingetragen in das Vereinsregister des Amtsgerichts Wittlich (VR 30227). Die Hauptgeschäftsstelle des Vereins, der in 160 Ortsgruppen organisiert ist, befindet sich in Düren. Hauptvorsitzender ist Ralf Nolten.

## Struktur
Der Verein wurde am 22. Mai 1888 im Kursaal von Bad Bertrich von Adolf Dronke gegründet und feierte somit 2013 sein 125-jähriges Bestehen.

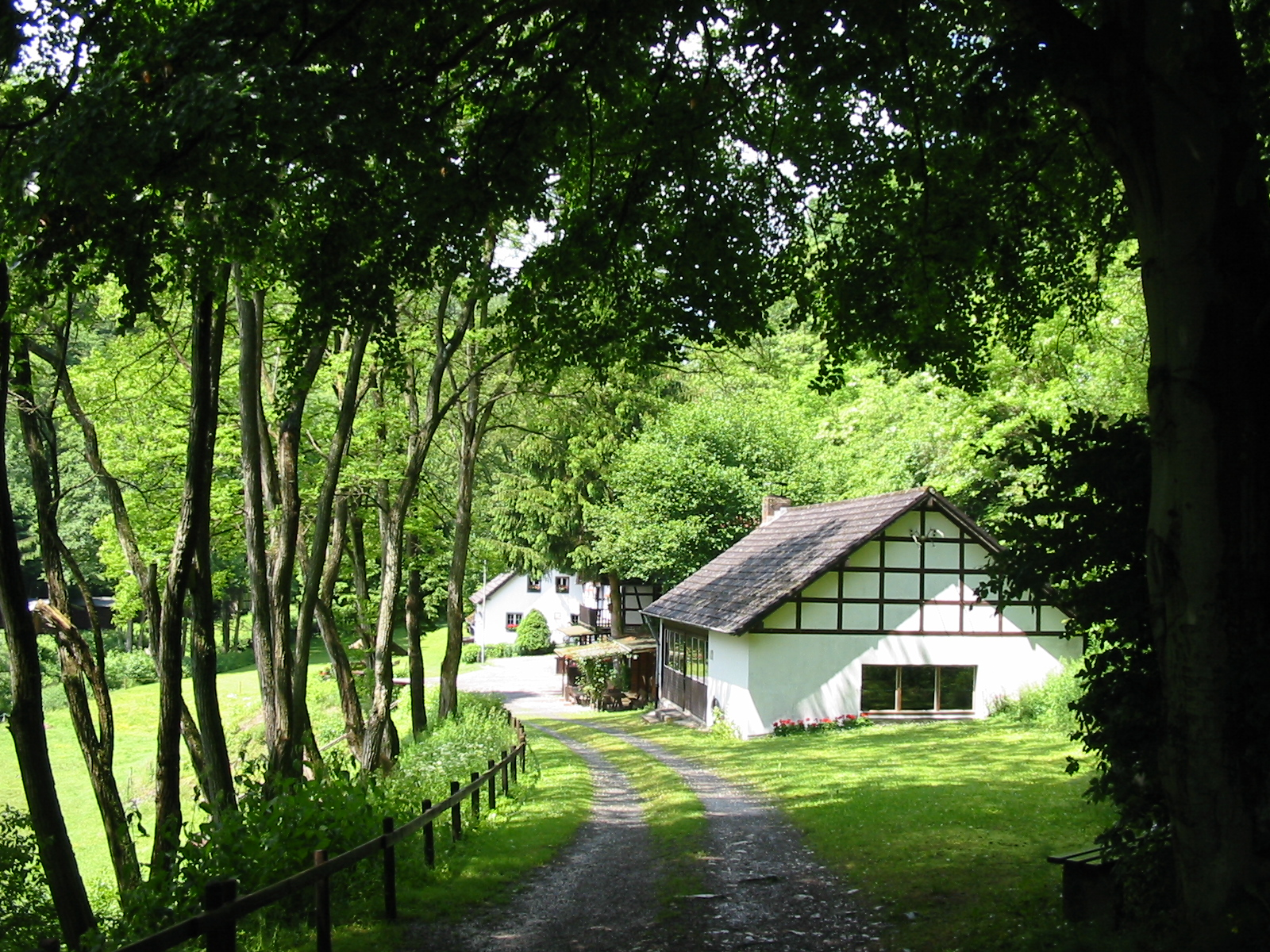
Jugendferienheim Schilsbachtal

Zu den Tätigkeitsgebieten zählen der Wandersport, darunter die Pflege von 15 Hauptwanderwegen, die Ausbildung von Wanderführern, der Naturschutz und die Kulturpflege sowie die Jugendarbeit. Er gibt neben verschiedenen Büchern, Wanderkarten und Streckenführern das „Eifeljahrbuch“ sowie in unregelmäßigen Abständen, durchschnittlich fünf Mal im Jahr, die Mitgliederzeitschrift „Die Eifel“ heraus. Der Eifelverein ist gemeinsam mit dem „Geschichts- & Altertumsverein für Mayen und Umgebung“, der Stadt Mayen und dem Landkreis Mayen-Koblenz Träger des Eifelmuseums in der Genovevaburg Mayen. Er unterhält im Schilsbachtal das Jugendferienheim „Schilsbachtal“ unmittelbar an der Rurtalsperre in Schwammenauel in der Gemeinde Simmerath-Woffelsbach. Der Verein besitzt seit 1899 die Niederburg bei Manderscheid, deren Ruine seitdem behutsam renoviert wird und auch für Veranstaltungen zur Verfügung steht.
Der Eifelverein ist auf deutscher Seite Träger der Europäischen Vereinigung für Eifel und Ardennen (EVEA), dem seit 1955 Belgien, Frankreich (bis 1998), Luxemburg und Deutschland angehören. Von 1983 bis 1993 organisierte der Eifelverein die Euregio-Sternwanderung am Dreiländerpunkt Vaals, dem Berührungspunkt von Belgien, den Niederlanden und Deutschland.
Zwei Hauptwanderwege wurden nach ehemaligen Vorsitzenden benannt, darunter der „Josef-Schramm-Weg“ (zwischen Kreuzau und Trier) sowie der „Karl-Kaufmann-Weg“ (zwischen Brühl und Trier). Während der „Josef-Schramm-Weg“ bereits 2017 wegen der NSDAP-Mitgliedschaft des Namensträgers in „Felsenweg“ umbenannt worden ist, wurde der Name „Karl-Kaufmann-Weg“ – nicht zuletzt auf Druck der anonymen Wandergruppe Eifelgold – aus ähnlichen Gründen 2019 in „Ville-Eifel-Weg“ geändert.

## Vorsitzende
- 1888–1898: Adolf Dronke, Lehrer
- 1898–1904: Hans Eduard von Voigt, Generalmajor
- 1904–1938: Karl Kaufmann, Landrat
- 1938–1948: Josef Schramm, Landrat
- 1948–1954: Ludwig Rintelen, Landrat
- 1954–1973: Josef Schramm, Landrat
- 1973–1991: Konrad Schubach, Landrat; Ehrenvorsitzender; Namensgeber des mit 2.555 Euro dotierten „Konrad-Schubach-Natur- und Kulturpreises“, der vom Eifelverein für besonderes Engagement im Naturschutz verliehen wird.
- 1991–1997: Gerhard Schwetje, Landrat und Regierungspräsident in Trier
- 1997–2011: Hans Klein, Ingenieur; Ehrenvorsitzender
- 2011–2019: Mathilde Weinandy, Landtagsabgeordnete und Bürgermeisterin von Prüm
- 2019–2023: Rolf Seel, ehem. Landtagsabgeordneter
- seit 2023: Ralf Nolten

## Auszeichnungen
Die folgenden Ortsgruppen erhielten die 1983 durch den damaligen Bundespräsidenten Karl Carstens gestiftete Eichendorff-Plakette, die höchste staatliche Auszeichnung für Gebirgs- und Wandervereine:
- 1984 Ortsgruppe Mechernich[6]
- 1985 Ortsgruppe Kyllburg[7]
- 1985 Ortsgruppe Monschau[8]
- 1987 Ortsgruppe Daun[9]
- 1987 Ortsgruppe Waxweiler[10]
- 1988 Ortsgruppe Blankenheim[11]
- 1988 Ortsgruppe Gillenfeld[12]
- 1989 Ortsgruppe Adenau[13]
- 1989 Ortsgruppe Altenahr[13]
- 1989 Ortsgruppe Bleialf – Schneifel[7]
- 1989 Ortsgruppe Bonn[14]
- 1989 Ortsgruppe Brohltal[13]
- 1989 Ortsgruppe Heimbach[15]
- 1990 Ortsgruppe Schleiden[16]
- 1991 Ortsgruppe Stolberg[17]
- 1997 Ortsgruppe Sinzig[18]
- 2003 Ortsgruppe Düren[7]
- 2007 Ortsgruppe Marmagen[19]
- 2008 Ortsgruppe Düsseldorf[20]
- 2008 Ortsgruppe Marmagen[21]
- 2008 Ortsgruppe Vossenack[22]
- 2010 Ortsgruppe Sötenich[23]
- 2011 Ortsgruppe Blumenthal[24]
- 2013 Ortsgruppe Ratingen[25]
- 2013 Ortsgruppe Reifferscheid[25]
- 2016 Ortsgruppe Stolberg[26]